# Тінглі (Айова)
Тінглі (англ. Tingley) — місто (англ. city) в США, в окрузі Рінгголд штату Айова. Населення — 136 осіб (2020).

## Географія
Тінглі розташоване за координатами 40°51′10″ пн. ш. 94°11′45″ зх. д. / 40.85278° пн. ш. 94.19583° зх. д. (40.852837, -94.195749).  За даними Бюро перепису населення США в 2010 році місто мало площу 1,76 км², з яких 1,75 км² — суходіл та 0,01 км² — водойми.

## Демографія
Згідно з переписом 2010 року, у місті мешкали 184 особи в 76 домогосподарствах у складі 48 родин. Густота населення становила 105 осіб/км².  Було 94 помешкання (54/км²).
Расовий склад населення:
| - 100,0 % — білих |

До двох чи більше рас належало 0,0 %. Частка іспаномовних становила 0,5 % від усіх жителів.
За віковим діапазоном населення розподілялося таким чином: 27,2 % — особи молодші 18 років, 41,3 % — особи у віці 18—64 років, 31,5 % — особи у віці 65 років та старші. Медіана віку мешканця становила 45,0 року. На 100 осіб жіночої статі у місті припадало 89,7 чоловіків;  на 100 жінок у віці від 18 років та старших — 74,0 чоловіків також старших 18 років.
Середній дохід на одне домашнє господарство  становив 50 503 долари США (медіана — 40 625), а середній дохід на одну сім'ю — 51 737 доларів (медіана — 43 750). Медіана доходів становила 53 438 доларів для чоловіків та 38 438 доларів для жінок. За межею бідності перебувало 11,0 % осіб, у тому числі 0,0 % дітей у віці до 18 років та 18,6 % осіб у віці 65 років та старших.
Цивільне працевлаштоване населення становило 60 осіб. Основні галузі зайнятості: освіта, охорона здоров'я та соціальна допомога — 21,7 %, сільське господарство, лісництво, риболовля — 16,7 %, роздрібна торгівля — 15,0 %.